# Odzyskiwanie danych

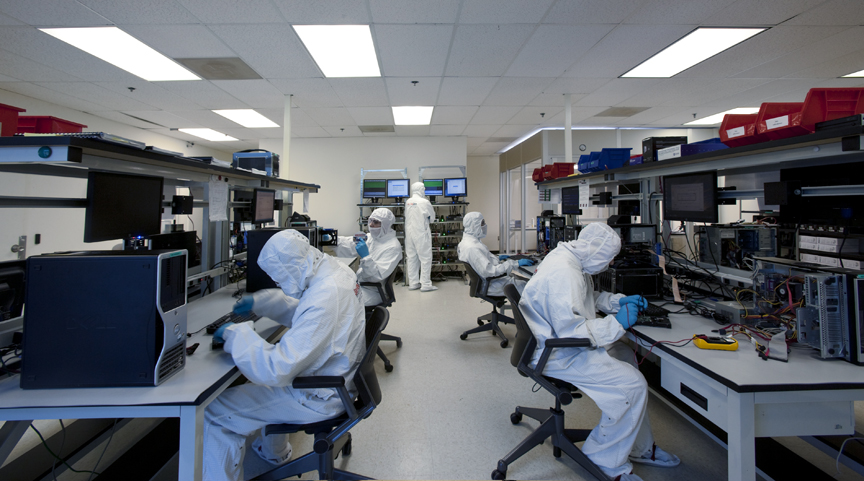
Ludzie odzyskujący dane

Odzyskiwanie danych (ang. data recovery) – proces przywracania dostępu do danych zapisanych na dowolnym nośniku lub odtwarzaniu fizycznego zapisu w celu otrzymania pierwotnej struktury danych. W profesjonalnych laboratoriach, specjaliści są w stanie odzyskać dane utracone nawet w najcięższych przypadkach, jak pożar czy powódź. W chwili obecnej odzyskiwanie danych stało się jedną z wielu specjalności informatyki. Wymaga wiedzy z zakresu elektroniki, robotyki i automatyki, fizyki, programowania, oraz szeroko pojętych metod przechowywania danych: systemy bazodanowe, systemy plików i kryptologii.
Średnia skuteczność odzyskiwania danych na całym świecie w najlepszych laboratoriach wynosi 76%.
Utrata danych może nastąpić na skutek uszkodzeń logicznych – tak zwanych programowych lub uszkodzeń fizycznych (sprzętowych) samego nośnika.

## Uszkodzenia logiczne
Uszkodzenia logiczne polegają na naruszeniu integralności struktury logicznej danych zapisanych na nośniku. Sam nośnik jest w pełni sprawny. Uszkodzenia logiczne mogą być spowodowane atakami wirusów, przerwami w dopływie prądu elektrycznego, skokami napięcia lub błędami w oprogramowaniu. Przyczynami uszkodzeń programowych są również błędy popełnione przez człowieka – formatowanie dysku, kasowanie plików czy uszkodzenie partycji poprzez niewłaściwe użycie narzędzi dyskowych, a przykład: fdisk, cfdisk.
Uszkodzenia logiczne możemy podzielić na:
- uszkodzenie systemu operacyjnego,
- uszkodzenie systemu plików,
- uszkodzenie logiczne powstałe wskutek błędu użytkownika.

## Uszkodzenia fizyczne
Uszkodzenia fizyczne są najczęściej trudniejsze do odtworzenia od uszkodzeń logicznych. W tego typu przypadkach uszkodzeniu najczęściej ulegają elementy mechaniczne dysków twardych, takie jak głowice, silnik. Uszkodzeniom ulegają również układy elektroniki i talerze. W pozostałych nośnikach danych, uszkodzeniu ulega przede wszystkim materiał na którym zapisane są dane – warstwa refleksyjna w płytach CD, DVD, czy układy elektroniczne – pamięciach flash.
Uszkodzenia fizyczne dzielą się na:
- uszkodzenie mechaniczne (dekalibracja mechaniczna, dekalibracja termiczna, uszkodzenie łożyska silnika, wybicie stojana silnika),
- uszkodzenie elektroniczne (uszkodzenie modułu elektroniki zewnętrznej, uszkodzenie głowicowego przedwzmacniacza sygnału),
- uszkodzenie logiczne lub mechaniczne struktury serwisowej dysku (Service Area).

## Przechowywanie danych
Od kilkunastu lat technologie informatyczne na dobre zadomowiły się w naszym życiu codziennym. Już dziś 90% dokumentów powstaje w postaci elektronicznej, a 70% z nich nigdy nie jest drukowane i pozostaje wyłącznie w formie elektronicznej. Obie te liczby rosną wraz z upowszechnianiem się rozwiązań informatycznych i urządzeń mobilnych. Ze wszystkich dostępnych nośników danych najpopularniejsze są dyski twarde. Wynika to z bardzo dobrego współczynnika ceny do pojemności i krótkiego czasu dostępu do danych. Ponad 80% wszystkich używanych nośników danych to dyski twarde, a w następnych latach ta liczba może sięgnąć ponad 90% wraz z upowszechnianiem się urządzeń mobilnych.
Najlepsze nośniki przechowywania danych:
- płyta M-DISC (trwałość teoretyczna 1000 lat, odporność na impuls magnetyczny)[4]
- taśma(np. LTO, niska cena pojedynczej sztuki/na 1 TB, oddzielne urządzenie nagrywające, sama taśma ma mniej rzeczy do uszkodzenia niż dysk)[5]
- dysk twardy magnetyczny
- dysk półprzewodnikowy SSD
- pamięć pendrive
- przenośny dysk USB
- serwer NAS
- chmura internetowa (chmura jest de facto zazwyczaj oparta na taśmach, dyskach twardych lub SSD)[6]

## Działania profilaktyczne, czyli kopia zapasowa
Nie istnieją idealne zabezpieczenia przed utratą danych. Nawet uchodzące za niezawodne systemy macierzowe na przykład RAID dają co najwyżej 99,9% pewności bezpieczeństwa danych. Używając na co dzień zwykłego komputera PC, regularnie zachowuj swoje dane na wydzielonej partycji dysku (rozwiązanie najprostsze choć najmniej bezpieczne) lub na innych nośnikach (na przykład na drugim dysku). Tanim i łatwo dostępnym nośnikiem do archiwizacji stosunkowo niewielkiej ilości danych jest płyta CD lub DVD.
Podział dysku na partycje pomaga ustrzec się przed utratą danych wskutek wystąpienia błędu logicznego, np. błędów systemu, wadliwej pracy aplikacji, czy ataku wirusa. Nie trzymaj strategicznych danych na partycji systemowej (czyli tej, na której zainstalowany jest system operacyjny). Jest ona najbardziej narażona na wszelkiego rodzaju usterki logiczne prowadzące do utraty danych.

## Objawy zbliżającej się awarii dysku twardego
Wymienione poniżej objawy mogą zapowiadać awarię dysku twardego, a w konsekwencji utratę zapisanych na nim informacji. W przypadku wystąpienia przynajmniej jednego z objawów uszkodzenia należy utworzyć kopię zapasową danych zapisanych na dysku.
- Dysk zaczyna pracować coraz wolniej, co objawia się tym, że operacje wykorzystujące dysk w swojej pracy (np. zapis pliku lub jego odczyt) zajmują coraz więcej czasu.

- Z dysku twardego dochodzą nietypowe hałasy, jak na przykład przenikliwe świstanie lub dźwięki przypominające mielenie, skrzypienie lub stukanie.

- Zaczynają pojawiać się problemy z dostępem do danych na dysku. Microsoft ScanDisk uruchamia się przed uruchomieniem Windowsa w trybie skanowania powierzchni dysku.

W przypadku kiedy dysk twardy ulegnie uszkodzeniu fizycznemu, nie wolno otwierać jego obudowy. Zdjęcie obudowy dysku twardego w pomieszczeniach, które nie są do tego przystosowane, grozi bezpowrotną utratą danych lub drastycznym zmniejszeniem żywotności nośnika (nawet stukrotnym!). Dyski twarde produkowane są w warunkach laboratoryjnych. Pojedynczy pyłek kurzu może mieć szerokość równą kilku lub kilkudziesięciu ścieżkom dysku, na których zapisane są dane. Na każdej ścieżce może być zapisanych kilka plików. Można wyobrazić sobie więc straty, jakie może spowodować kurz dostający się do wnętrza dysku twardego. Bezpiecznie można ściągnąć obudowę HDD tylko w przystosowanych do tego celu miejscach takich, jak hale technologiczne producentów dysków twardych, czy komory laminarne profesjonalnych laboratoriów odzyskiwania danych.